# 社会网络
社会網絡（英語：Social network），是由許多節點以及节点间关系構成的一个网络結構。節點通常是指個人或組織（又称社团）。社会網路代表各種社會關係，經由這些社會關係，把從偶然相識的泛泛之交到緊密結合的家人關係的各種人們或組織串連起來。社会網路依赖于一种到多种关系而形成，如價值觀、理想、觀念、兴趣爱好、友誼、血緣關係、共同厌恶的事物、衝突或貿易。由此產生的网络结构往往是非常複雜的。
社会網絡分析是用來檢視節點、連結之間的社會關係的分析方式。節點是網路中的個人參與者，連結則是參與者之間的關係。節點之間可以有很多種連結。一些學術研究已經顯示，社会網路在很多層面運作，從家庭到國家層面都有，並扮演著關鍵作用，決定問題如何得到解決，組織如何運行，並在某種程度上決定個人能否成功實現目標。
用最簡單的形式來說，社會網絡是一張地圖，標示出所有與節點相關的連結。社会網路也可以用來衡量個人參與者的社會資本。這些概念往往顯示在一張社會網絡圖，其中節點是點狀，連結是線狀。

## 社会网络分析

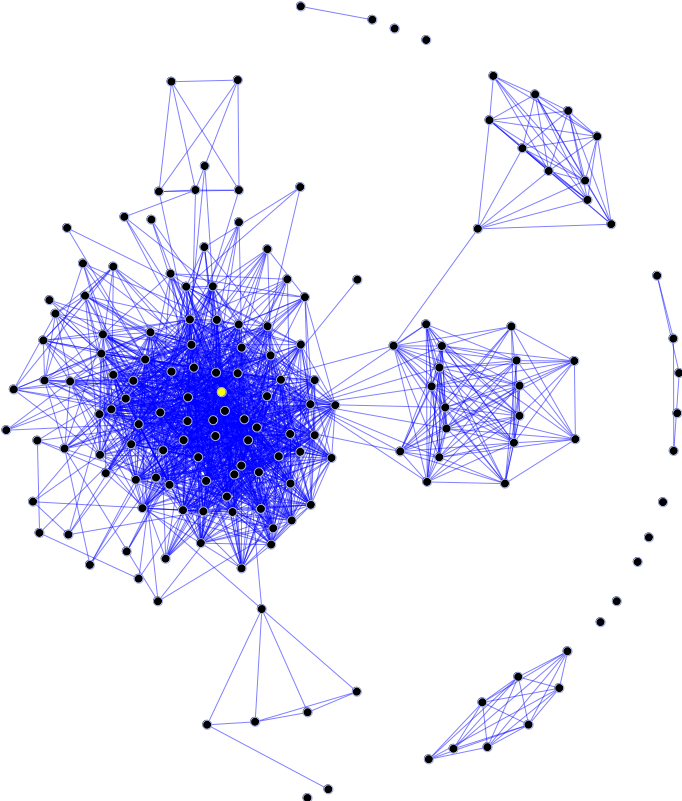
社會網絡一个例子，中介中心性最高的结点用黄色标出。

社會網絡分析已經成為一個關鍵技術，也是一項熱門的研究，在現代社會學、人類學、社會語言學、地理、社會心理學、通訊研究、資訊科學、历史学、社會網絡分析與探勘、組織研究、經濟學，以及生物學領域。
一個多世紀以來，人們就使用社会網路來比喻複雜的社会系統下，成員之間的關係，囊括所有層級，從人際關係到國際關係。1954年，J. A. Barnes開始使用這個術語，系統化的呈現關係模式，統整了大眾與社會科學家的傳統概念：有限制的群體（如部落、家庭）和社會分類（如性別、種族）。

## 社會網絡分析衡量值
社會網絡分析衡量值可以用來描述一個社會網絡的概況,比較常見的社會網絡分析衡量值包括以下:
- 分支度、点度 Degree
- 密度 Density
- 派別 Clique
- 親密度中心性 Closeness Centrality
- 中介度中心性 Betweeness Centrality
- 叢聚係數 Clustering Coefficient

## 分析层次
通常，社会网络是自组织的、突生性的和复杂的，通常是由局部元体的紧密相互作用才形成整个系统。这种模式随着网络规模的增加而更加明显。但是，全球网络分析，例如所有人的人际关系是不可能得到的，即便可分析，所帶來的巨量資訊也將無法提供有用信息。计算能力的限制，伦理和参与者的报酬都限制了社会网络分析的规模。局部系统的细微差别可能在大规模的网络分析中消失，因此要理解网络的特性，信息的质量远比网络的规模重要。因此，社会网络是与研究者的研究问题的规模有关的。虽然分析层次彼此不必然互斥，但是仍然有三种社会网络分析水平：宏观水平、中观水平和微观水平。

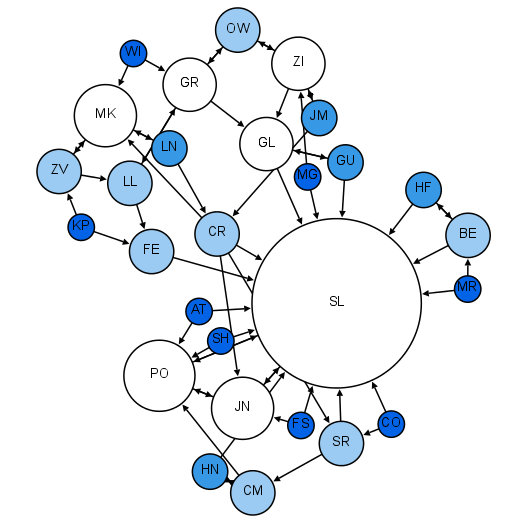
莫雷诺绘制的二年级班级社会关系图

### 中观层面

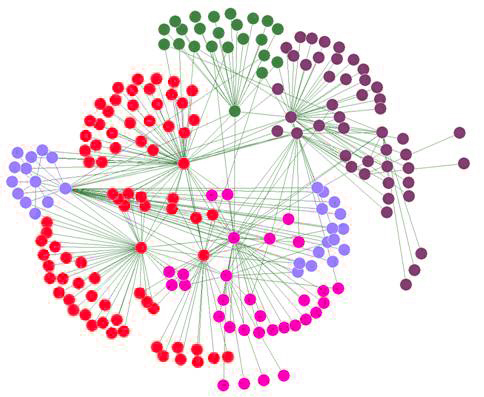
社会网络图，中观层面

中观层面理论的出发点是研究介于微观和宏观之间的人口规模。然而，中观层面也可指用于揭示微观与宏观层面之间联系的特定分析视角。在中观层面上，网络通常密度较低，可能呈现出不同于人际微观网络的因果机制。
组织 ：为实现共同目标而分工协作的社会团体。组织网络研究可以聚焦于组织内部或组织之间的正式与非正式关系。组织内部的网络本身通常包含多个分析层级，尤其是在拥有多个分支机构、特许经营权或半自治部门的大型组织中。在这种情况下，研究通常在工作组层面和组织整体层面同时展开，重点关注这两个层级结构之间的相互作用。在线网络群组实验已经记录了通过各种干预措施来优化群组级别协调的方法，包括在群组中添加自主代理。
随机网络分布：20世纪80年代，社交网络的指数随机图模型（Exponential Random Graph Models, ERGM）成为社交网络分析中最前沿的方法之一。该模型框架能够表示许多在人类社交网络中普遍存在的社会结构效应，例如基于节点度数的结构特征、互惠性、传递性，以及节点层面的同质性、属性驱动的活跃度和受欢迎度等。这些效应都基于对网络关系之间依赖性的明确假设。ERGM 的参数是根据网络中小型子图模式的普遍性来设定的，这些参数可以被解释为描述网络生成过程中局部社会互动机制的组合。作为面向特定行为主体集合的概率模型，它超越了传统微观网络中“关系独立性”的局限，能够在社会行为理论的框架下构建更为复杂和贴合实际的网络模型。

随机网络和无标度网络的图示中，每个图有32个节点和32条边。

无尺度网络：一种度分布服从幂律的网络结构，具有少数高连接节点（枢纽）和大量低连接节点的特征。这种结构广泛存在于社交网络等复杂系统中，有助于揭示社会群体的规模分布特性。无尺度网络的具体特征会因建模理论和分析工具而有所不同，但通常具有以下共同特征：1.存在大量度数远高于平均值的节点，这些“枢纽”在网络中可能具有重要作用；2.聚类系数通常随节点度数的增加而减小，且这种分布也呈幂律形式。这些特性共同构成了无尺度网络的典型结构。

## 历史
在19世纪90年代末，埃米尔·涂尔干（Émile Durkheim ）和 斐迪南·滕尼斯（Ferdinand Tönnies ）在各自关于社会群体的理论与研究中，实际上都预示了“社交网络”这一概念的出现。滕尼斯（Tönnies） 认为，社会群体可以通过个人之间直接的社会纽带而存在。这些纽带要么将拥有共同价值观和信仰的个体联系在一起（他称之为 Gemeinschaft，德语，通常翻译为“共同体”或“社区”），要么表现为非个人化的、正式的、工具性的社会关系（称为 Gesellschaft，德语，通常翻译为“社会”）。
涂尔干（Durkheim） 对社会事实提出了非个人主义的解释。他认为当个体之间的互动形成一种无法再用个人行为者属性来解释的现实时，社会现象便由此产生。Georg Simmel 在二十世纪之交的写作中指出，网络的性质以及网络规模会影响个体之间的相互作用。他还研究了在松散网络中进行互动的可能性，而不仅限于传统群体内部的互动。
20世纪30年代，心理学、人类学和数学等多个领域的独立研究团体在社交网络研究方面取得了显著进展，推动了该领域的重大发展。20世纪30年代，心理学家莫雷诺开始系统研究小组中的社会互动。此外，人类学中的社交网络理论基础来源于马林诺夫斯基、拉德克利夫-布朗和列维-斯特劳斯的理论与田野研究。与 Max Gluckman 和曼彻斯特学派相关的一些社会人类学家，如 John A. Barnes、J. Clyde Mitchell 和 Elizabeth Bott Spillius被认为是最早进行网络分析实地研究的学者，他们考察了南部非洲、印度和英国的社区网络。
同时，英国人类学家 S.F. Nadel 构建了一套社会结构理论对后来的网络分析产生了重要影响。在社会学领域，塔尔科特·帕森斯（Talcott Parsons）在1930年代的早期研究为采用关系视角理解社会结构奠定了基础。后来基于帕森斯的理论，社会学家彼得·布劳的研究为分析社会单位与社会交换理论之间的关系提供了有力支持。
到20世纪70年代，越来越多学者致力于融合不同的研究路径和传统。其中，一个由社会学家哈里森·怀特及其在哈佛大学社会关系系的学生组成的小组发挥了重要作用。并专注于政治社会学、社区社会学和社会运动网络的查尔斯·蒂利（Charles Tilly）以及斯坦利·米尔格拉姆（Stanley Milgram）也在哈佛大学社会关系系独立开展研究，米尔格拉姆提出了著名的“六度分离”理论。Mark Granovetter 和 Barry Wellman 是哈里森·怀特的学生，他们阐述并推动了社交网络分析的发展。

## 理论链接

### 进口理论
多种理论框架已被引入社交网络分析，其中最主要的包括图论、平衡理论、社会比较理论，以及近年来兴起的社会身份方法。

### 土著理论
社交网络分析中几乎没有形成完整的理论体系，目前较为突出的有结构性角色理论和弱联系理论。弱联系理论基于一项研究发现，在获取信息和推动创新时，更多的“弱联系”可能发挥关键作用。因为小团体内部成员倾向于同质化，拥有相似的观点和许多共同特征，这种“亲同性”倾向也是成员相互吸引的原因。因为相似，所以团体中的每个成员往往对其他成员所掌握的信息有所了解。为了获得新的信息或见解，成员必须超越所在团体，去寻找其他朋友圈或熟人。Granovetter 将这一现象称为“弱联系的力量”。

## 结构孔
在网络背景下，人们因自身在网络中的位置而拥有优势的社会资本。网络中的联系人提供的信息、机会和观点，能够惠及网络中的核心成员。大多数社会结构通常表现为由紧密联系的密集集群组成。这些集群中的信息往往较为同质且重复，而非重复的信息通常来自不同集群之间的联系人。当两个独立集群之间存在非冗余信息时，它们之间通常会形成一个被称为“结构性漏洞”的连接。因此，弥合结构性漏洞的网络能够带来网络优势，这些优势在一定程度上是累加的，而非重复的。理想的网络结构既包含藤蔓状的延展，也包含紧密的集群，从而使个体能够接触到多个不同的集群和结构性孔洞。
结构性漏洞丰富的网络是一种重要的社会资本形式，因为它们带来信息方面的优势。弥合结构性漏洞的网络中的核心成员能够从多个不同的来源和集群中获取信息。例如，在商业网络中，这种优势对个人职业发展非常有益。如果一个人的社交网络跨越不同行业或部门，拥有广泛的联系人，他更有可能获得职位空缺和机会的信息。这个观点与Mark Granovetter的弱联系理论类似，该理论强调广泛接触对就业的促进作用。结构性漏洞的概念已被广泛应用于社交网络分析，并进一步用于各种实际场景和基于机器学习的社会预测。

## 研究集群
艺术网络
有研究利用网络分析来考察艺术家在博物馆展览中共同展出的关系网络。研究表明，这种网络会影响艺术家在历史和历史叙事中的认可度，即使在控制了艺术家的个人成就因素后，影响仍然显著。其他研究则探讨了艺术家所属网络群体如何影响其个人在拍卖市场上的表现。
冲突与合作
社交网络研究正被用来探讨行为者之间相互依存的性质，以及这些相互依存关系如何影响冲突与合作的结果。研究领域涵盖抗议等集体行动中参与者的合作行为；社区内通过非正式治理网络促进和平、社会规范和公共产品的提供；社交网络在国内外冲突中的作用；以及政治家、选民与官僚之间的网络关系。
犯罪网络
在犯罪学和城市社会学中，研究者高度关注犯罪行为者的社交网络。例如，谋杀行为可以被视为帮派之间的一种交流形式。谋杀事件往往从单一事件向外扩散，因为较弱的帮派无法直接报复杀害更强帮派成员，但为了维护自身实力和声誉，仍会采取其他形式的暴力行为。
人口统计
在人口学领域，社交网络研究催生了新的抽样方法，用于估计和接触难以统计的人群，例如无家可归者或静脉注射毒品使用者。如受访者驱动抽样（Respondent-Driven Sampling）是一种基于网络的抽样技术，通过受访者推荐更多调查对象来进行样本扩展。
经济社会学
社会学领域几乎完全关注社会互动所产生的网络。更具体来说，经济社会学通过社会资本和社会“市场”的视角来研究个人与群体的行为互动。社会学家如 Mark Granovetter 提出了关于社会结构、信息流动、惩罚与奖励机制以及信任互动的核心原则，这些原则在政治、经济及其他机构的分析中被广泛应用。Granovetter 研究了社会结构和社交网络如何影响就业、价格、生产力和创新等经济成果，并总结了社会学家在分析社会结构及其对经济影响方面的重要贡献。
医疗保健
社交网络分析在医疗保健领域的应用日益广泛，不仅用于流行病学研究，还被引入患者沟通与教育、疾病预防、心理健康诊断与治疗模型，以及医疗保健组织和系统的研究中。
人类生态
人类生态学是一门跨学科的研究领域，关注人类与其自然环境、社会环境及建筑环境之间的关系。其科学哲学具有悠久的历史，涉及地理学、社会学、心理学、人类学、动物学以及自然生态学等多个学科。
组织研究
正式或非正式的组织关系、组织沟通、经济学、经济社会学以及其他资源转移的研究中，社交网络分析也被广泛应用。它用于考察组织之间的互动，描绘将高管联系在一起的非正式关系，以及不同组织中个别员工之间的关联和联系。许多关于组织社交网络的研究集中于团队层面。
在团队网络研究中，学者们评估了诸如中心性与权力的预测因素及其结果，团队中工具性联系和表达性联系的密度与集中度，以及团队间网络的作用。研究发现，组织内部的网络结构会影响员工的组织承诺、组织认同感以及人际公民行为。
社会资本
社会资本是一种经济和文化资本的形式，其核心是社会网络，交易过程以互惠、信任和合作为特征。在这种网络中，市场参与者生产的商品和服务不是主要为了自身利益，而是为了共同利益。社会资本包含三个维度：结构层面、关系层面和认知层面。结构层面描述了合作伙伴之间的互动方式，以及哪些特定的合作伙伴在社交网络中相互连接。此外，结构层面还反映了组织之间的联系紧密程度。这一维度与关系层面密切相关，关系层面指的是合作伙伴之间纽带的可信度、规范、期望和认同感。关系层面解释了这些联系的性质，主要体现在对组织网络的信任程度上。认知层面则关注组织通过联系和互动在多大程度上共享共同的目标和愿景。
社会资本是一个社会学概念，强调社会关系的价值以及合作与信任在实现积极成果中的作用。它指的是个人能够从其社会纽带中获得的资源和利益。例如，新移民可以利用与当地已有移民的社会联系，获得因语言不熟悉而难以获得的工作机会。研究表明，社会资本与社交网络的使用强度之间存在正相关系。在动态框架下网络中更频繁的活动会转化为更丰富的社会资本，而这种社会资本又反过来激励更多的活动发生。

## 社會網絡分析軟體
- UCINET （页面存档备份，存于）
- Pajek （页面存档备份，存于）
- NetDraw
- NetLogo （页面存档备份，存于）
- Gephi （页面存档备份，存于）

## 相關學者與組織
- 台灣社會網絡學會

## 外部連結
- 台灣社會網絡學會 （页面存档备份，存于）
- MISNC (Multidisciplinary International Social Networks Conference) Conference （页面存档备份，存于）

1. ↑  張皓。「《灌園先生日記》中家族社會網絡之分析研究（1927—1932）」。碩士論文，國立彰化師範大學歷史學研究所，2024。
2. ↑  李宗信、張育誠、劉庭羽。〈《劉福才日記》中的社會關係網絡--另一個觀看日記的視角〉。《臺灣師大歷史學報》 65期，(2021年): 頁157-213。
3. ↑  Hedström, Peter; Sandell, Rickard; Stern, Charlotta. . American Journal of Sociology. 2000-07, 106 (1)  [2025-06-24]. ISSN 0002-9602. doi:10.1086/303109 （英语）.
4. ↑  Riketta, Michael; Nienaber, Susanne. . British Journal of Management. 2007-03, 18 (s1)  [2025-06-24]. ISSN 1045-3172. doi:10.1111/j.1467-8551.2007.00526.x （英语）.
5. ↑  Shirado, Hirokazu; Christakis, Nicholas A. . Nature. 2017-05, 545 (7654)  [2025-06-24]. ISSN 0028-0836. doi:10.1038/nature22332 （英语）.
6. ↑  Cranmer, Skyler J.; Desmarais, Bruce A. . Political Analysis. 2011, 19 (1)  [2025-06-24]. ISSN 1047-1987. doi:10.1093/pan/mpq037 （英语）.
7. ↑  Moreira, André A.; Paula, Demétrius R.; Costa Filho, Raimundo N.; Andrade, José S. . Physical Review E. 2006-06-01, 73 (6)  [2025-06-24]. ISSN 1539-3755. doi:10.1103/PhysRevE.73.065101 （英语）.
8. ↑  Mackay, Robb. . Complicity: An International Journal of Complexity and Education. 2005-12-01, 2 (1)  [2025-06-24]. ISSN 1710-5668. doi:10.29173/cmplct8735.
9. ↑  Tönnies, Ferdinand, , VS Verlag für Sozialwissenschaften: 231–255, 2012  [2025-06-24], ISBN 978-3-531-16240-9
10. ↑  O'Connor, James. . Insurgent Sociologist. 1980-07, 10 (1)  [2025-06-24]. ISSN 0047-0384. doi:10.1177/089692058001000108.
11. ↑  Staubmann, Helmut, , Springer Fachmedien Wiesbaden: 62–66, 2016  [2025-06-24], ISBN 978-3-658-13212-5
12. ↑  Scott, John.  2. ed., Repr. London: Sage Publ. 2011. ISBN 978-0-7619-6339-4.
13. ↑  Scott, John; Carrington, Peter J. (编). . London ; Thousand Oaks, Calif: SAGE. 2011. ISBN 978-1-84787-395-8. OCLC 685111085.
14. 1 2  Alter, C. . Social Work. 1997-03-01, 42 (2)  [2025-06-24]. ISSN 0037-8046. doi:10.1093/sw/42.2.207.
15. ↑  Lévi-Strauss, Claude. . 1967-12-31  [2025-06-24]. doi:10.1515/9783112317204.
16. ↑  . Bulletin de l'Institut de recherches économiques et sociales. 1958-12, 24 (8)  [2025-06-24]. ISSN 1373-9719. doi:10.1017/s0770451800052623.
17. ↑  Becker, H. . Social Forces. 1952-05-01, 30 (4)  [2025-06-24]. ISSN 0037-7732. doi:10.2307/2572350.
18. ↑  Gerhardt, Uta, , Springer Fachmedien Wiesbaden: 133–137, 2016  [2025-06-24], ISBN 978-3-658-13212-5
19. ↑  Blau, Peter M. . 2017-09-29  [2025-06-24]. doi:10.4324/9780203792643.
20. ↑  Blau, Peter M. . American Journal of Sociology. 1960-05, 65 (6)  [2025-06-24]. ISSN 0002-9602. doi:10.1086/222785.
21. ↑  Bottomore, T. B. . American Journal of Sociology. 1956-11, 62 (3)  [2025-06-24]. ISSN 0002-9602. doi:10.1086/222016.
22. ↑  . www.semioticon.com.   [2025-06-24]. （原始内容存档于2012-07-12）.
23. ↑  Herz, Andreas; Müller, Annika, , Springer Fachmedien Wiesbaden: 559–562, 2018-10-04  [2025-06-24], ISBN 978-3-658-21741-9
24. ↑  Zunz, Olivier. . Annales. Histoire, Sciences Sociales. 1977-02, 32 (1)  [2025-06-24]. ISSN 0395-2649. doi:10.1017/s0395264900151315.
25. ↑  Geiger, Roger L. <405::aid-jhbs2300110415>3.0.co;2-1 . Journal of the History of the Behavioral Sciences. 1975-10, 11 (4)  [2025-06-24]. ISSN 0022-5061. doi:10.1002/1520-6696(197510)11:4<405::aid-jhbs2300110415>3.0.co;2-1.
26. ↑  Granovetter, Mark. . Acta Sociologica. 1992-01, 35 (1)  [2025-06-24]. ISSN 0001-6993. doi:10.1177/000169939203500101.
27. ↑  Kilduff, Martin; Tsai, Wenpin. . 6 Bonhill Street, London England EC2A 4PU United Kingdom: SAGE Publications Ltd. 2003. ISBN 978-0-7619-6957-0.
28. ↑  Granovetter, Mark S. . American Journal of Sociology. 1973-05, 78 (6)  [2025-06-24]. ISSN 0002-9602. doi:10.1086/225469 （英语）.
29. ↑  Burt, Ronald S. . American Journal of Sociology. 2004-09, 110 (2)  [2025-06-24]. ISSN 0002-9602. doi:10.1086/421787 （英语）.
30. 1 2 3 4  Swedberg, Richard. . Acta Sociologica. 1994-10, 37 (4)  [2025-06-24]. ISSN 0001-6993. doi:10.1177/000169939403700410.
31. ↑  Lin, Zihang; Zhang, Yuwei; Gong, Qingyuan; Chen, Yang; Oksanen, Atte; Ding, Aaron Yi. . IEEE Transactions on Computational Social Systems. 2022-06, 9 (3)  [2025-06-24]. ISSN 2329-924X. doi:10.1109/TCSS.2021.3070321.
32. ↑  Braden, L. E. A. . American Behavioral Scientist. 2021-01, 65 (1)  [2025-06-24]. ISSN 0002-7642. doi:10.1177/0002764218800145 （英语）.
33. ↑  Braden, L.E.A.; Teekens, Thomas. . Poetics. 2020-08, 81  [2025-06-24]. doi:10.1016/j.poetic.2020.101446 （英语）.
34. ↑  Braden, L.E.A.; Teekens, Thomas. . Arts. 2019-07-03, 8 (3)  [2025-06-24]. ISSN 2076-0752. doi:10.3390/arts8030081 （英语）.
35. ↑  Larson, Jennifer M. . Annual Review of Political Science. 2021-05-11, 24 (1)  [2025-06-24]. ISSN 1094-2939. doi:10.1146/annurev-polisci-041719-102523 （英语）.
36. ↑  Papachristos, Andrew V. . SSRN Electronic Journal. 2007  [2025-06-24]. ISSN 1556-5068. doi:10.2139/ssrn.855304 （英语）.
37. ↑  Heckathorn, Douglas D.; Cameron, Christopher J. . Annual Review of Sociology. 2017-07-31, 43 (1)  [2025-06-24]. ISSN 0360-0572. doi:10.1146/annurev-soc-060116-053556 （英语）.
38. ↑  Gile, Krista J.; Beaudry, Isabelle S.; Handcock, Mark S.; Ott, Miles Q. . Annual Review of Statistics and Its Application. 2018-03-07, 5 (1)  [2025-06-24]. ISSN 2326-8298. doi:10.1146/annurev-statistics-031017-100704 （英语）.
39. ↑  Granovetter, Mark. . Journal of Economic Perspectives. 2005-02-01, 19 (1)  [2025-06-24]. ISSN 0895-3309. doi:10.1257/0895330053147958 （英语）.
40. ↑  Levy, Judith A.; Pescosolido, Bernice A. (编). . Advances in Medical Sociology. 2002-01  [2025-06-24]. ISSN 1057-6290. doi:10.1016/s1057-6290(2002)8.
41. ↑  . www.resalliance.org.   [2025-06-24].
42. ↑  Crona, Beatrice; Hubacek, Klaus. . Ecology and Society. 2010, 15 (4)  [2025-06-24]. ISSN 1708-3087. doi:10.5751/es-03731-150418.
43. ↑  Park, Semin; Grosser, Travis J.; Roebuck, Adam A.; Mathieu, John E. . Journal of Management. 2020-07, 46 (6)  [2025-06-24]. ISSN 0149-2063. doi:10.1177/0149206320901573 （英语）.
44. ↑  Bowler, Wm. Matthew; Brass, Daniel J. . Journal of Applied Psychology. 2006, 91 (1)  [2025-06-24]. ISSN 1939-1854. doi:10.1037/0021-9010.91.1.70 （英语）.
45. 1 2 3  (Claridge, 2018).
46. ↑  Hua Wang; Wellman, Barry. . American Behavioral Scientist. 2010-04, 53 (8)  [2025-06-24]. ISSN 0002-7642. doi:10.1177/0002764209356247 （英语）.
47. ↑  Valenzuela, Sebastián; Park, Namsu; Kee, Kerk F. . Journal of Computer-Mediated Communication. 2009-07, 14 (4)  [2025-06-24]. doi:10.1111/j.1083-6101.2009.01474.x （英语）.
48. 1 2  Koley, Gaurav; Deshmukh, Jayati; Srinivasa, Srinath, Aref, Samin; Bontcheva, Kalina , 编,  12467, Springer International Publishing: 137–151, 2020  [2025-06-24], ISBN 978-3-030-60974-0 （英语）
49. ↑  Gaudeul, Alexia; Giannetti, Caterina. . Social Networks. 2013-07, 35 (3)  [2025-06-24]. doi:10.1016/j.socnet.2013.03.003 （英语）.